# Augustin Thierry

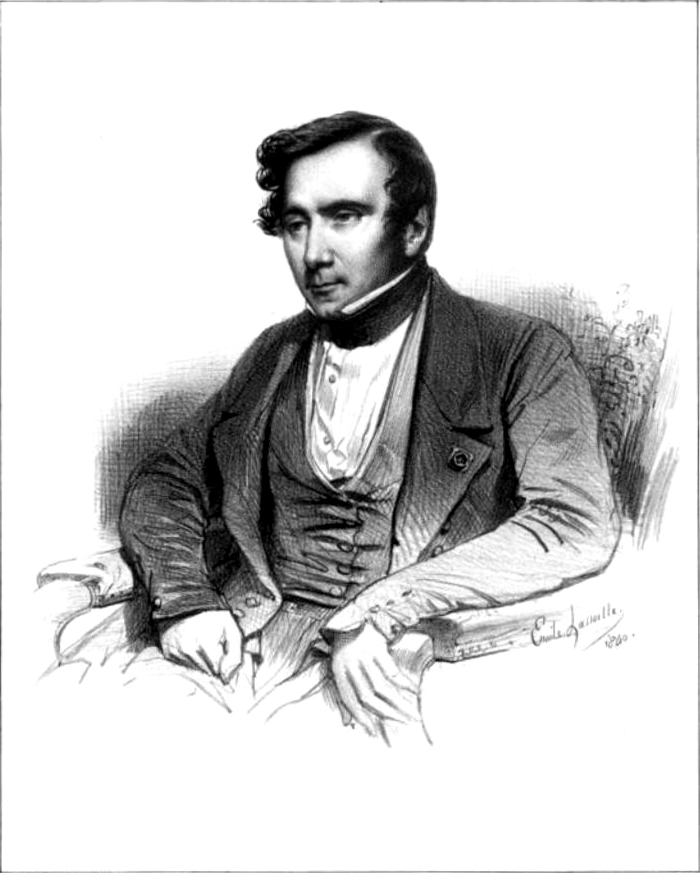
Augustin Thierry

Jacques Nicolas Augustin Thierry (* 10. Mai 1795 in Blois; † 22. Mai 1856 in Paris) war ein französischer Historiker. Er war einer der Ersten, der höchsten Wert auf Quellenarbeit für seine Werke legte und durch einen lebendigen Schreibstil auffiel. Thierry edierte eine große Zahl mittelalterlicher Quellen.

## Leben und Werk
Thierry ging in Blois zur Schule und studierte ab 1811 an der École normale supérieure. 1813 ging er kurze Zeit als Lehrer (Professor) nach Compiègne. Er war ein begeisterter Anhänger von Henri de Saint-Simon und wurde dessen Sekretär. Später war er ein Anhänger der Julirevolution von 1830. Er publizierte 1817 bis 1820 im Censeur européen und 1820 Lettres sur l'histoire de France. In seiner Geschichtsschreibung war er von romantischer Literatur beeinflusst, wie Les Martyres von François-René de Chateaubriand und den Romanen von Walter Scott, lernte aber auch genaues Quellenstudium bei Claude Charles Fauriel.
Augustin Thierry vertrat mit François Guizot die Auffassung, die Geschichte beruhe auf einer Abfolge von Klassenkämpfen. Karl Marx nannte Thierry „le père des 'Klassenkampfes' in der französischen Geschichtsschreibung“. In der thierryschen Version des Klassenkampfes kämpfte das Bürgertum, die Nachfahren der vor der germanischen Einwanderung nach Frankreich freien Kelten, gegen den Adel, die Nachfahren der fränkischen Eroberer. In der Französischen Revolution von 1789, so Thierry (und andere), befreiten sich die Bürger/Gallier von den Adeligen/Franken. Diese merkwürdige Verbindung des (bürgerlich-liberalen, nicht marxistischen) Klassenkampfes mit älteren, mythischen Vorstellungen über eine gallische Urzeit, zu deren Verhältnissen man mit der Revolution und der Wiedergewinnung der „keltischen“ Freiheit zurückkehrte, beherrschte die französische Geschichtsschreibung bis zum Ende des 19. Jahrhunderts, ähnliche Ideen vertrat u. a. Jules Michelet.
Ähnlich wie die Geschichte Frankreichs behandelte er auch die Normannische Eroberung Englands: Angelsächsische Freiheit wurde durch die normannischen Eroberer bedroht und setzte sich schließlich im Parlamentarismus durch. Das damals begeistert aufgenommene Werk erforderte mehrere Jahre intensives Quellenstudium, und ein Jahr nach Erscheinen erblindete er teilweise, setzte aber seine Arbeit mit Hilfe von Sekretären und wohl vor allem seiner Frau Suzanne Julie Thierry, née de Quérangal (1802–1844) fort, die er 1831 geheiratet und die seine Werke zuvor begeistert gelesen hatte.
1841 erhielt er den ersten Grand Prix Gobert, den er danach jedes Jahr bis zu seinem Tod erhielt. 1830 wurde er zum Mitglied der Académie des Inscriptions et Belles-Lettres gewählt. Seit 1836 war er auswärtiges Mitglied der Bayerischen Akademie der Wissenschaften.
Zuletzt war er kränklich; die Revolution von 1848 war für ihn ein unwillkommener Schock. Er wandte sich mehr katholischen Ansichten zu und milderte in dieser Hinsicht seine Geschichte der normannischen Eroberung Englands in einer Neuauflage ab.
Er war der ältere Bruder des Historikers und Journalisten Amédée Simon Dominique Thierry (1797–1873).

## Schriften
- L’Histoire de la conquête de l’Angleterre par les Normands, 3 Bände, 1825
- Lettres sur l’histoire de France. Paris, 1820, 1827
- Dix ans d’études historiques. Paris, 1834 (Aufsätze aus dem Censeur européen und Courrier français)
- Essai sur l’histoire de la formation et des progrès du tiers état, suivi de deux fragments du recueil des monuments inédits de cette histoire. Meline, Cans et Cie, 1853 (eingeschränkte Vorschau in der Google-Buchsuche).
- Récits des temps mérovingiens, précédés de considérations sur l’histoire de France. 2 Bände. Garnier, Paris 1840 (zuerst erschienen in der Revue des Deux Mondes, deutsch: Könige und Königinnen der Merowinger. Hallwag, Bern 1938; übersetzt von Conrad Ferdinand Meyer. Dasselbe Buch erschien auch unter dem Titel Erzählungen aus den merowingischen Zeiten, Manesse, Zürich 1972.)
- Recueil des monuments inédits de l’histoire du Tiers Etat, 4 Bände, 1850 bis 1870